# Seznam nemških ekonomistov
Seznam nemških ekonomistov.

## A
- Elisabeth Altmann-Gottheiner
- Christian Arnsperger

## B
- Ludwig Bamberger
- Heinz Bierbaum
- Lujo Brentano (Ludwig Brentano; 1844-1931)

## C
- Gustav Cohn
- Heinrich Cunow (1862-1936)

## D
- Karl Eugen Dühring

## E
- Ernst Engel
- Friedrich Engels
- Walter Eucken

## F
- Günter Faltin
- Gottfried Feder

## G
- Hermann Heinrich Gossen
- Henryk Grosman
- Karl-Dieter Grüske

## H
- Arvid Harnack
- Erwin Hasselmann (1903-1994)
- (Friedrich Hayek)
- Bruno Hildebrand
- Rudolf Hilferding
- Gottlieb Hufeland

## J
- Ludwig Heinrich von Jakob

## K
- Karl Knies
- Horst Köhler
- Jürgen Kuczynski (1904-1997)
- Marguerite Kuczynski
- Robert René Kuczynski (1876-1947)

## L
- Ludwig Lachmann
- Wilhelm Lexis
- Friedrich List
- Bernd Lucke

## M
- Karl Marx
- Thomas Mayer
- Alfred Müller-Armack

## N
- Adam Heinrich Muller von Nitersdorf

## O
- Georg Christian Oeder
- Franz Oppenheimer
- Max Otte

## P
- Hermann Paasche (1851–1925)

## R
- Franz Josef Radermacher
- Karl Rathgen
- Karl Heinrich Rau
- Adolf Reichwein
- Karl Rodbertus-Jagetzow
- Hermann Roesler
- Wilhelm Röpke
- Wilhelm Roscher

## S
- Hjalmar Schacht (1877–1970)
- Gustav von Schmoller
- Franz Hermann Schulze-Delitzsch
- Wolf Schäfer
- Albert Schäffle
- Otto Schlecht
- Klaus Schwab
- Reinhard Selten
- Hans Singer
- Hans-Werner Sinn
- Alfred Sohn-Rethel
- Werner Sombart (1863-1941)
- Joachim Starbatty
- Ulrich Suntum

## T
- Ferdinand Tönnies

## W
- Heinrich Waentig
- Adolph Wagner
- Norbert Walter-Borjans
- Alfred Weber
- Max Weber
- Felix Weil
- Leopold von Wiese
- Birgitta Wolff
- Julius Wolf